# Конвой Хальмахера – Біак (11.04.44 – 23.04.44)
Конвой Хальмахера — Біак (11.04.44 — 23.04.44) — японський конвой часів Другої світової війни, проведення якого відбувалось у квітні 1944-го.
Вихідним пунктом конвою була затока Кау на острові Хальмахера (північна частина Молуккського архіпелагу), який відігравав важливу роль у постачанні японських сил на заході Нової Гвінеї. Пунктами призначення стали японські бази у Соронзі, Манокварі (північно-західний та північно-східний кути півострова Чендравасіх відповідно) та на острові Біак.
До складу конвою увійшли транспорти «Аншу-Мару», «Теншо-Мару» та «Рокко-Мару», тоді як охорону забезпечували мінний загороджувач «Вакатака», тральщик W-4, переобладнаний сітьовий загороджувач «Хінокі-Мару» та переобладнаний патрульний корабель «Нітто-Мару № 17».
Конвой вийшов з порту 11 квітня 1943-го. 12 квітня загін пройшов повз Соронг, при цьому «Теншо-Мару» та «Рокко-Мару» в супроводі W-4 та «Нітто-Мару № 17» відокремились та зайшли до цієї бази. 13 квітня ця частина конвою рушила далі та 16 квітня прибула до Манокварі.
«Аншу-Мару» 14 квітня довели до Боснеку на острові Біак, звідки 17 квітня загін перейшов до Манокварі.
19 квітня 1944-го «Аншу-Мару» і «Теншо-Мару» в супроводі «Вакатака» та W-4 рушили назад та 23 квітня повернулись на острів Хальмахера.